# Гляденово (Пермский край)
Гляденово — деревня в Оханском городском округе Пермского края России. Постоянное население составляло 17 человек (94% русские) в 2002 году,  4 человека в 2010 году. 

## Географическое положение
Деревня расположена по правобережью Камы, на расстоянии менее 1 километра на юго-запад от села Беляевка. 

## История
Деревня впервые упоминалась в 1796 году. С 2006 по 2018 год входила в состав Беляевского сельского поселения Оханского района. После упразднения обоих муниципальных образований стала рядовым населенным пунктом Оханского городского округа.

## Климат
Климат умеренно - континентальный. Наиболее теплым месяцем является июль, средняя месячная температура которого 17,4 ÷18,2°С, а самым холодным январь со среднемесячной температурой - 15,3 ÷-14,7°С. Среднегодовая температура 0,80С÷1,1° С. Продолжительность безморозного периода 110 дней. Снежный покров удерживается 170-180 дней.

## Население
| 2010 |
| ---- |
| 4    |